# Torre Perla Oriental
La Torre de la Perla Oriental (en inglés: Oriental Pearl Tower; en chino simplificado: 东方明珠电视塔; en chino tradicional: 東方明珠電視塔; en pinyin: Dōngfāng Míngzhū diànshì tǎ; en shanghainés: Tonfån Mintsythah) es una torre de telecomunicaciones de 468 metros  construida en el distrito de Pudong de la ciudad de Shanghái, en la República Popular China. Es uno de los edificios más altos de Asia y la quinta torre de televisión más alta del mundo por detrás de las torres de Toronto (CN Tower), y la de Tokio (Tokyo Skytree).

## Datos técnicos
La torre fue inaugurada en el año 1995. Tiene una altura de 468 metros. Su diseño está formado por cinco esferas a diferentes alturas. La mayor de ellas tiene un diámetro de 50 metros; la que está situada un poco más arriba tiene un diámetro de 45 metros. Ambas están unidas por tres columnas de 9 metros de diámetro cada una. Las dos esferas están apoyadas mediante vigas de hormigón a las restantes.
La torre tiene tres niveles con miradores. El mirador más alto está situado a 350 metros y recibe el nombre de “Módulo Espacial”. Existe otro mirador a 263 metros y el último, conocido como “Ciudad del espacio”, está a 90 metros. La torre cuenta también con un restaurante giratorio a 267 metros.
Desde el segundo mirador se puede acceder bajando unas escaleras, a una pasarela de cristal.

## Otros datos
En la base de la torre se encuentra el Museo de Historia de la ciudad y se está construyendo un parque de atracciones dedicado al mundo del futuro. La torre se ha convertido en una atracción turística que recibe más de tres millones de visitantes al año aproximadamente.

## Controversias
No obstante, la torre ha tenido una recepción mixta. El The New York Times lo describió como un "gran monstruo fálico de fealdad verdaderamente monumental, un poco como un enorme espárrago con una bola plateada encima". Algunos[¿quién?] consideran que la larga torre de columnas de acero es una prueba del culto fálico de la ciudad, y que tales rascacielos indicativos de riqueza son un afrodisíaco creciente del materialista en las ciudades chinas.

## Galería de imágenes

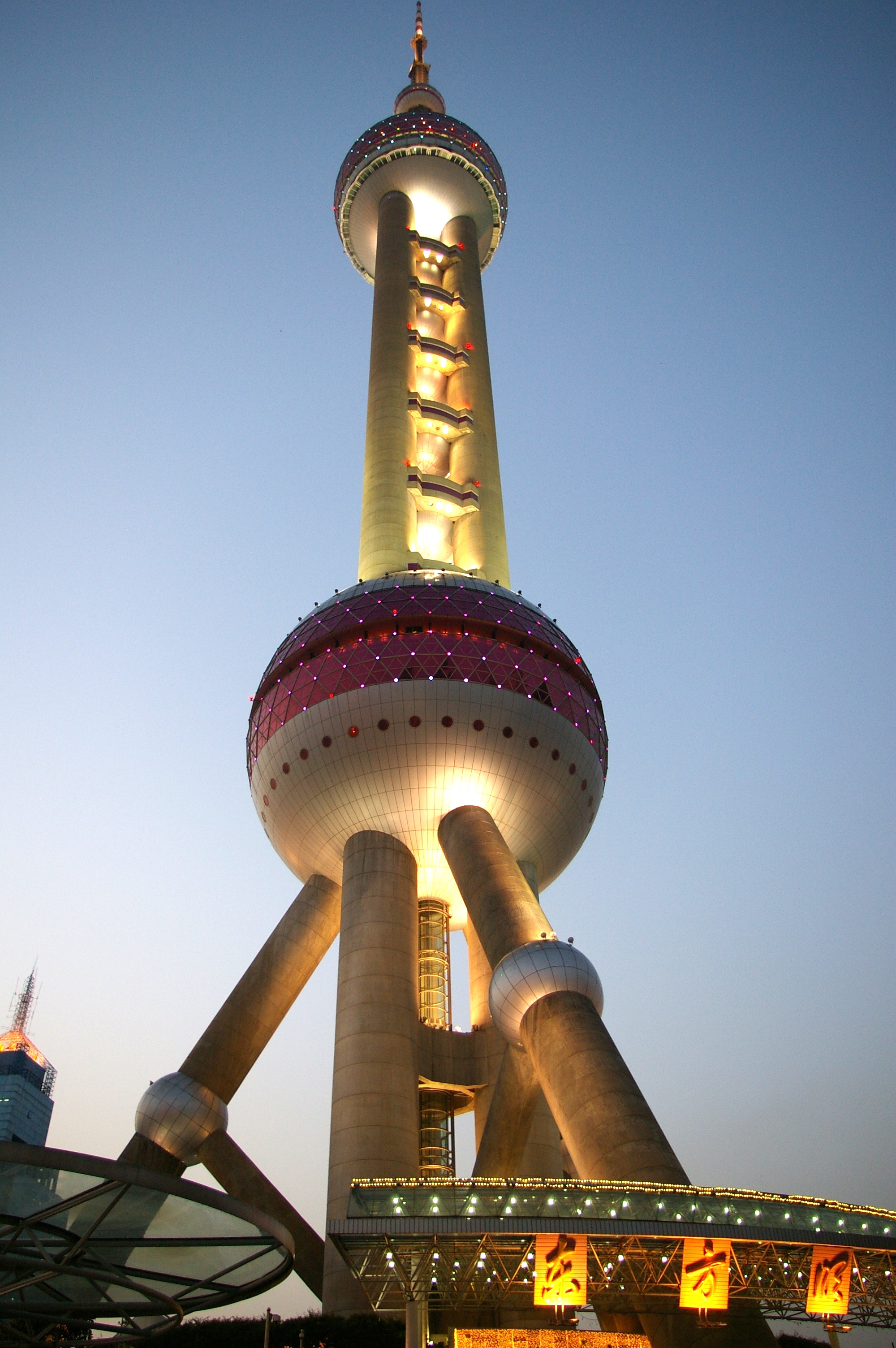
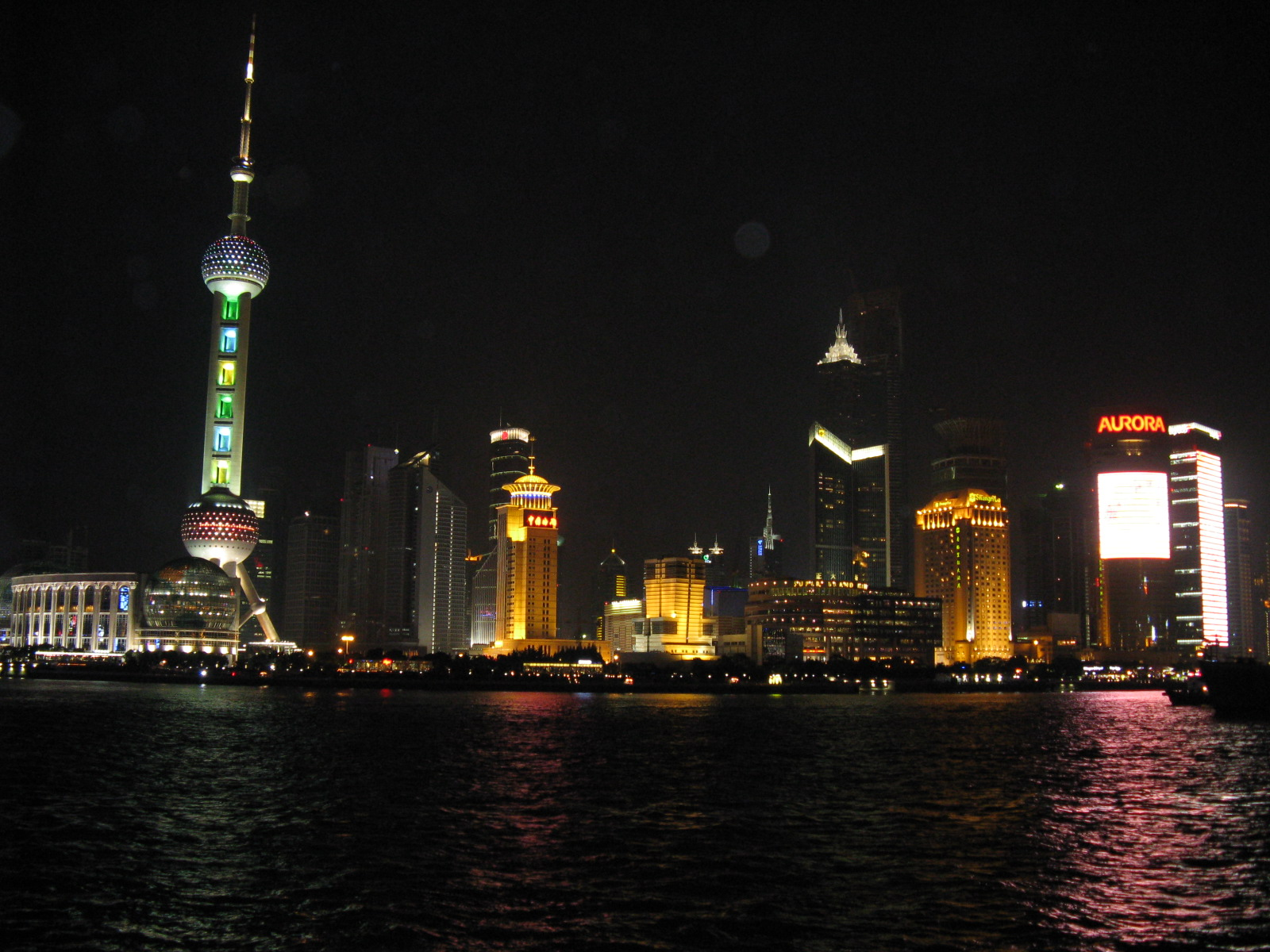
La torre y otros edificios de noche.
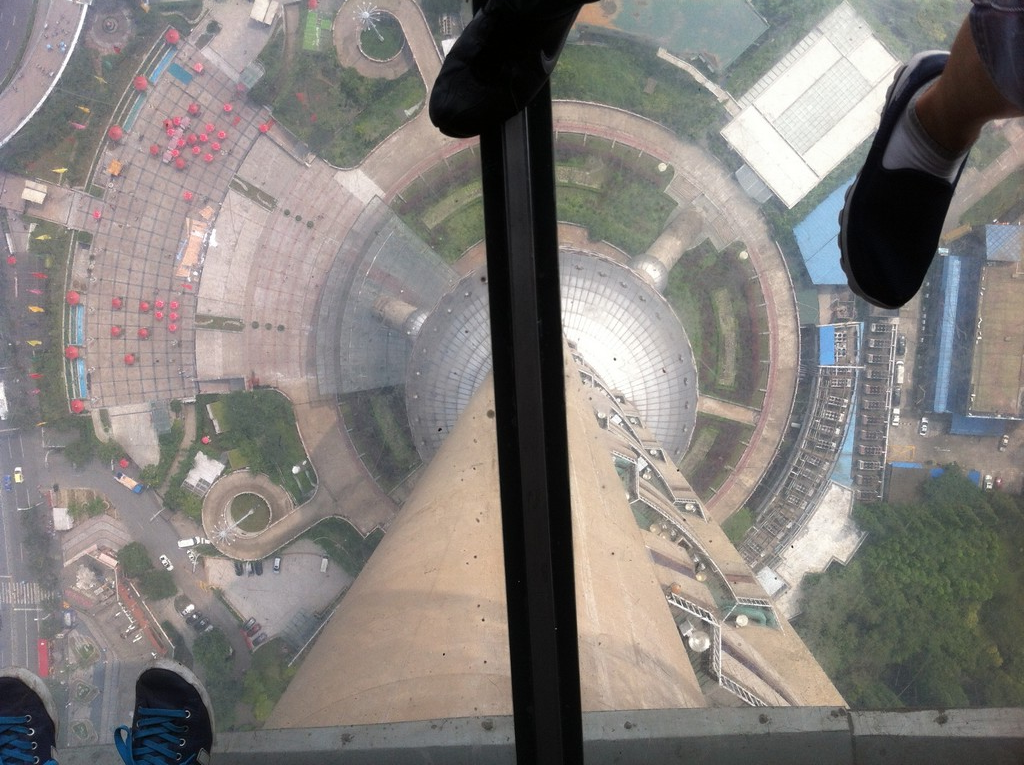
Vista del suelo de cristal.
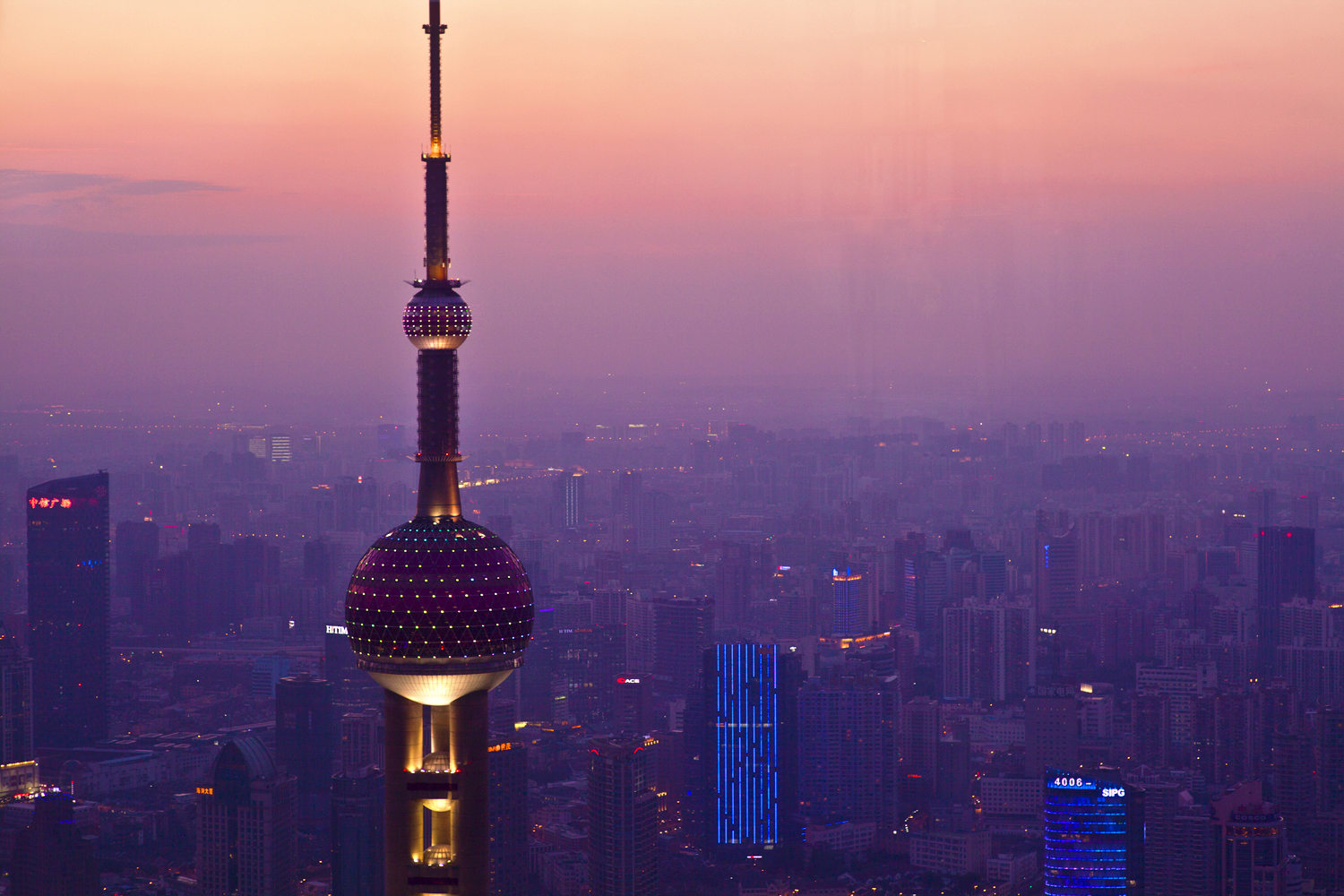
Otra vista de la torre al atardecer.
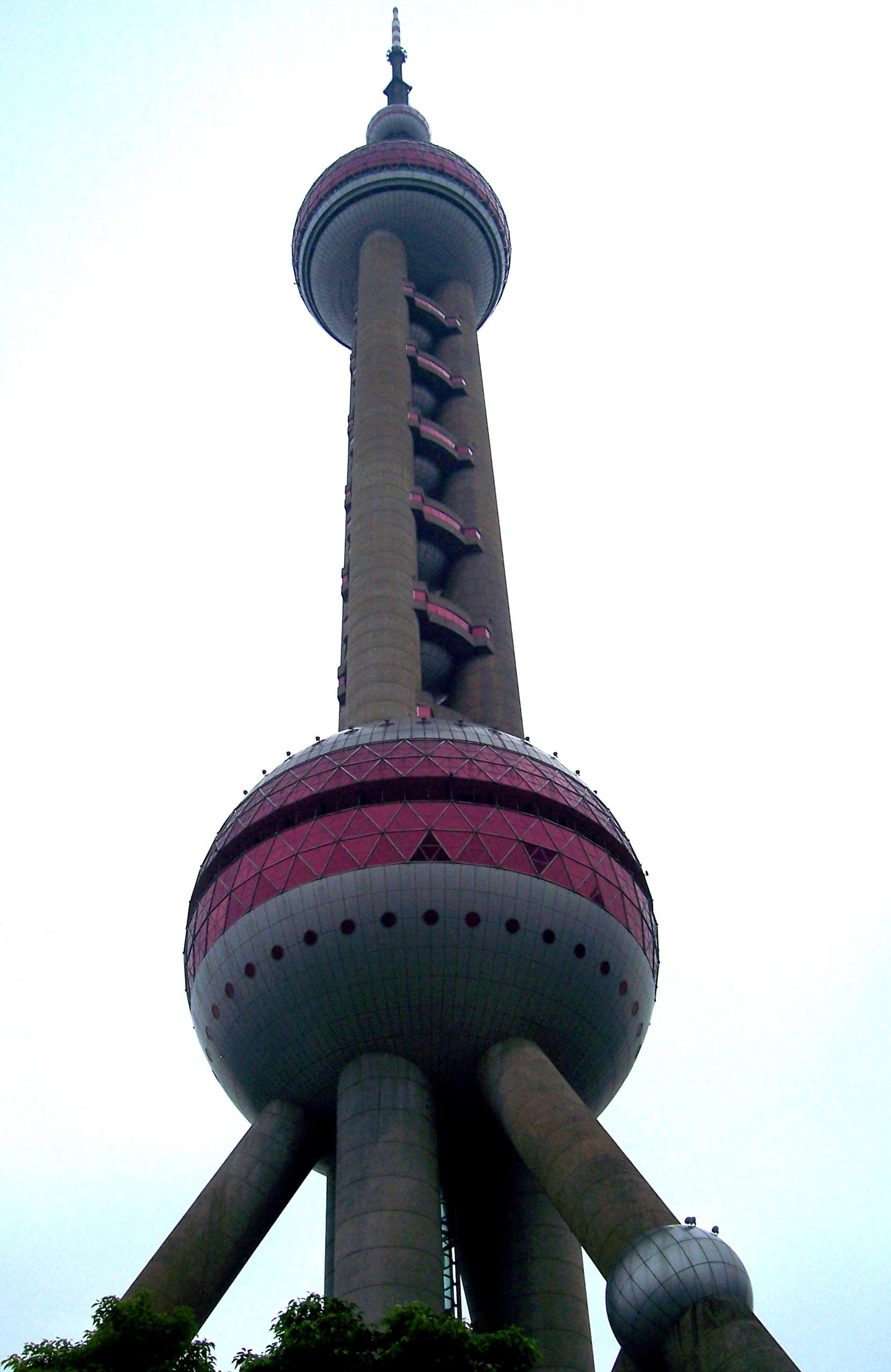
Vista desde abajo.
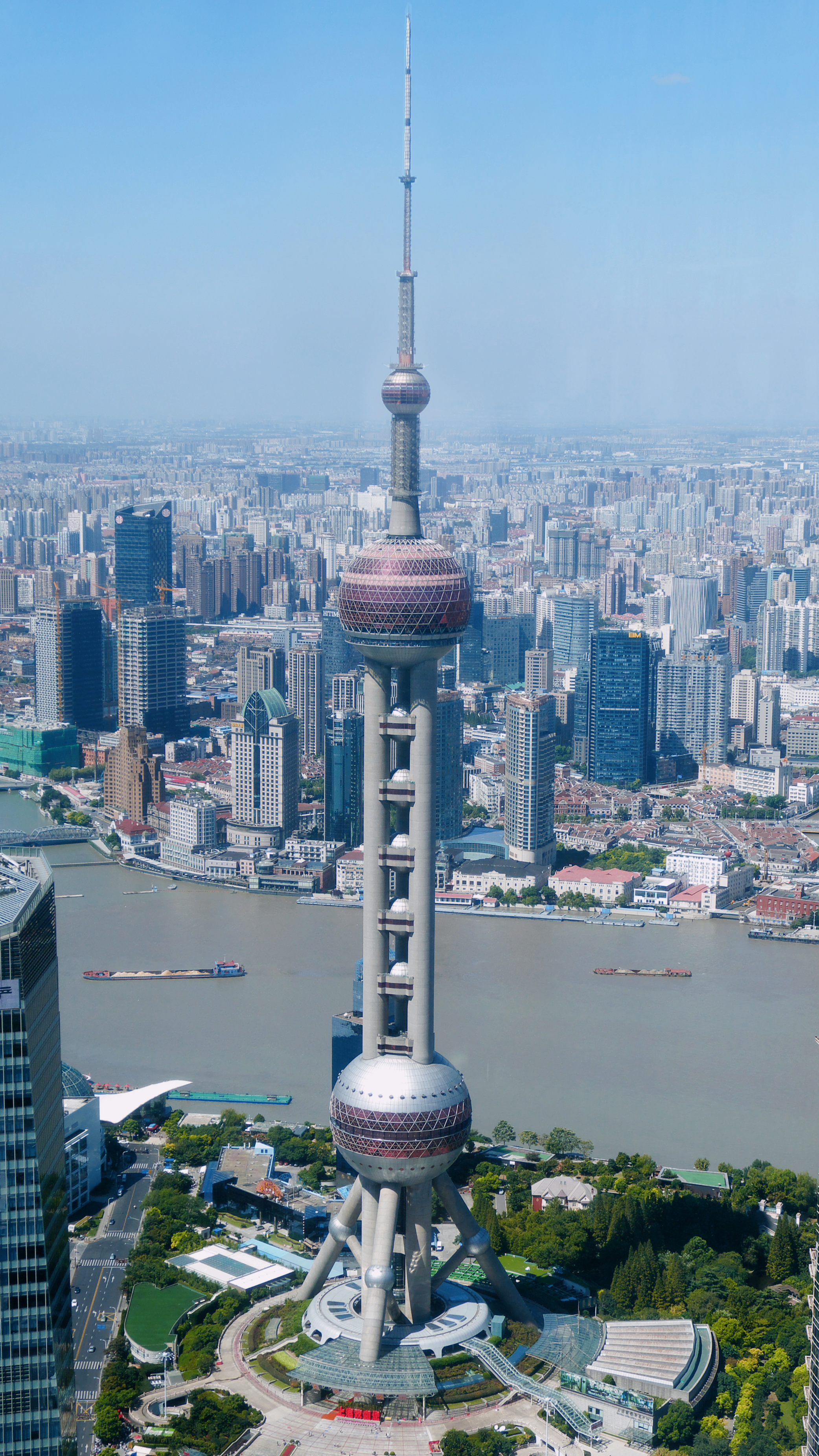
Vista desde el Jin Mao.